# Erythrina berteroana
El árbol de pitos, pitillo, flautines, sulpante, miche (Erythrina berteroana) es una especie de árbol perteneciente a la familia Fabaceae. Es originaria de Sudamérica.

## Descripción
Es un árbol que alcanza hasta 10 m de alto. Tiene folíolos deltoides a rómbico-ovados, de 8–15 cm de largo y de ancho, el terminal tanto o más ancho que largo, ápice obtuso a agudo, base truncada a ampliamente redondeada, glabros, envés glauco. Las inflorescencias son erectas y laxas, de 25–40 cm de largo; cáliz tubular, (15–) 17–20 mm de largo y 5–7 mm de ancho, ápice oblicuo dispuesto detrás del estandarte, glabro o casi así, verde o rojo pálido; estandarte linear, conduplicado, 65–85 mm de largo y 8–10 mm de ancho (desdoblado), rojo claro, alas y quilla ca 10 mm de largo. Legumbres hasta 20 cm de largo, profundamente contraídas entre las semillas, verdes cuando frescas, negruzcas y subleñosas al secarse; semillas de 12 mm de largo y 6 mm de ancho, rojas con una línea negra de 1 mm cerca del hilo.

## Distribución y hábitat
Es común en los bosques secos, en alturas de; 0–1200 m; desde México a Perú y en las Antillas. En la zona pacífica esta especie es relativamente constante en los caracteres diagnósticos de la hoja, la inflorescencia y el cáliz, pero en la zona norcentral, sobre 1000 m, hay poblaciones que sugieren hibridación espontánea con Erythrina lanceolata.

## Usos

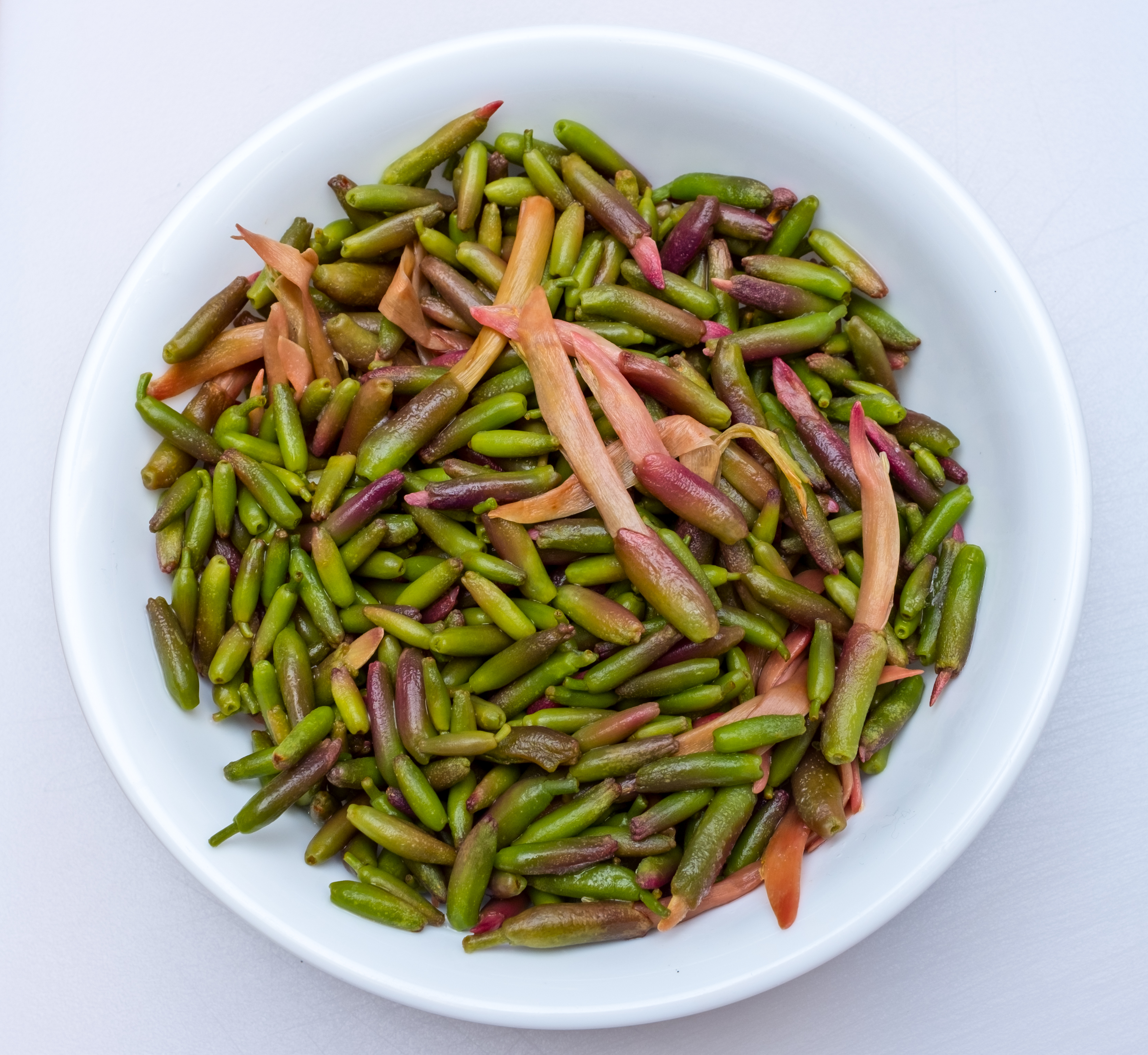
Pitos.

En el estado de Veracruz se utiliza para tratar los piquetes de animales ponzoñosos, para lo cual se elabora una maceración con la corteza y las hojas en agua, el líquido resultante se toma en fresco y el resto se usa a manera de cataplasma. En Oaxaca esta planta se emplea para la tos ferina.
En El Salvador y en el área suroriente de Guatemala es un árbol muy apreciado debido a que la flor es consumida como alimento, existiendo diversos platillos en los que utiliza como ingrediente adicional, dándole un sabor característico a la comida. La época de cosecha es entre los meses de octubre y marzo. En Honduras es un árbol común más en la zona central del país, como en siguatepeque y alrededores, en estos lugares la flor es utilizada como alimento, un alimento muy rico pero causa mucho sueño , también es empleado para personas que padecen de insomnio.

## Taxonomía
Erythrina berteroana fue descrita por Ignatz Urban y publicado en Symbolae Antillanae seu Fundamenta Florae Indiae Occidentalis 5(3): 370, en el año 1908. (15 de mayo de 1908)
Etimología
Erythrina: nombre genérico que proviene del griego ερυθρóς (erythros) = "rojo", en referencia al color rojo intenso de las flores de algunas especies representativas.
berteroana: epíteto otorgado en honor del botánico italiano Carlo Luigi Giuseppe Bertero.
Sinonimia
- Erythrina neglecta Krukoff & Moldenke[3]